# .bm
.bm és el codi territorial d'Internet de primer nivell (ccTLD) per a les Bermudes. Va ser delegat originalment el març de 1993 al Bermuda College i es va tornar a delegar al Registrar General of Bermuda, el director de facto del domini .bm, el 2007.